# Один чудовий день
«Оди́н чудовий день» (англ. One Fine Day) — мелодрама 1996 року режисера Майкла Гоффмана. Назва фільму походить від пісні 1963 року «One Fine Day». Фільм номінувався на премію «Оскар» в категорії «Найкраща пісня до фільму». Слоган: «For the First Time».

## Сюжет
Журналіст Daily News Джек Тейлор (Джордж Клуні), котрому колишня дружина залишила доньку Меґґі на вихідні, та архітектор Мелані Паркер (Мішель Пфайффер), одна виховує сина Сема, проводять свій звичайний день. Ранок почався з неприємностей. Джек та Мелані познайомились на пристані, коли вони та їхні діти запізнились на шкільну екскурсію на кораблі. Дітей нікуди прилаштувати, а день в обох дуже важливий. У Джека — прес-конференція з мером міста, а Мелані потрібно терміново здавати проект замовнику. Джеку та Мелані приходиться весь день передавати один одному дітей, щоби зуміти усюди встигнути.
Напочатку вони не мають одне до одного жодних почуттів. Потім виникає неприязнь через стрес та запізнення. Поступово, до кінця тяжкого дня, між Джеком та Мелані з'являються почуття.

## У ролях
- Мішель Пфайффер — Мелані Паркер
- Джордж Клуні — Джек Тейлор
- Мей Вітман — Меґґі Тейлор
- Алекс Лінц — Семмі Паркер
- Чарльз Дернінг — Лью
- Джон Робін Бейц — містер Ейтс-молодший
- Еллен Грін — місіс Елейн Ліберман
- Шейла Келлі — Крістен
- Алекс Девід Лінц — Семмі Паркер